# 今永昇太
今永 昇太（いまなが しょうた、1993年9月1日 - ）は、福岡県北九州市八幡西区出身のプロ野球選手（投手）。左投左打。MLBのシカゴ・カブス所属。

## 概要
投手として個人ではNPBで合計1個のタイトルを獲得している。
2018年に現役のプロ野球選手として初めて北九州市特命大使（スポーツ）を委嘱されている。
日本代表では、WBC優勝、プレミア12優勝、アジア プロ野球チャンピオンシップ優勝に貢献している。
愛称は「投げる哲学者」「マイク・イマナガ2世（Mike Imanaga II）」。

## 経歴

### プロ入り前
永犬丸西小学校時代にソフトボールを始めると、北九州市立永犬丸中学校への進学後に軟式野球部へ所属。投手としては身体が小さく、野球強豪校からのスカウトを受けるほどの成績も残せなかったため、中学卒業後は自宅の近くの公立校・福岡県立北筑高等学校へ入学した。
北筑高校では硬式野球部に所属。同校は下校時刻が19時30分のため「平日の練習時間を2時間半に限る」という環境の下で、1年生の秋から対外試合に登板した。在学中は春夏ともに甲子園球場での全国大会出場は果たせなかったが、3年時の春季福岡県大会1回戦で折尾愛真高校戦で14三振を奪い、NPB球団のスカウトからの注目を集めた。同年の夏の甲子園福岡県予選では、4回戦に進出、小倉高校戦で最速144km/hのストレートを武器に好投したものの1-2で惜敗し甲子園出場は叶わず、高校卒業前に中日ドラゴンズから「下位になるけど、指名させて欲しい」旨を伝えられたこともあったが、卒業後は駒澤大学へ進学した。
駒澤大学では、1年生の春から東都大学リーグの公式戦に登板。1年時のリーグ戦では、当時4年生だった戸柱恭孝とバッテリーを組むこともあった。2年生の春季リーグ戦からエースの座に就く。3年生の春季リーグ戦で3試合連続完封勝利を記録すると、秋季リーグ戦では、MVP、最優秀投手、ベストナインの3冠を獲得するとともにチーム26季振りの優勝に貢献。在学中はリーグ戦通算46試合に登板。18勝16敗、防御率2.03、281奪三振という成績を残した。

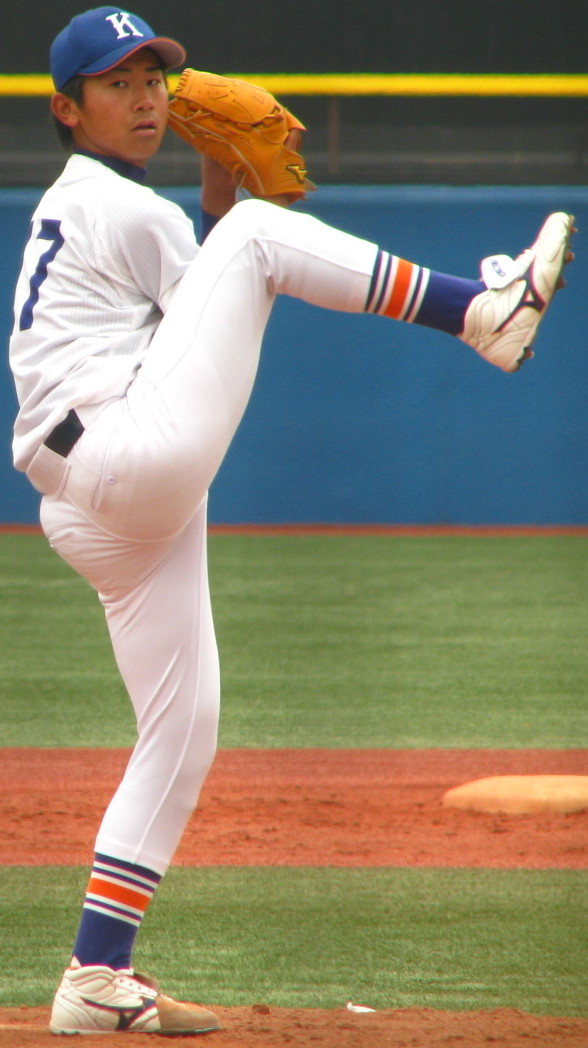
大学時代の今永

大学4年生時に「大学ナンバーワンの左腕投手」と評価される一方で、左肩を痛めて春季リーグ戦の登板を回避した。秋季リーグ戦で復帰したが調子が上がらずチームも最下位となり、同期4年生原樹理投手擁する東洋大学に入替戦で敗れ2部に降格する。その影響でNPB入りを真剣に悩んだことから、プロ志望届を提出したのは、締切の2日前だった。
2015年ドラフト会議で、横浜DeNAベイスターズから1巡目で単独指名された。担当スカウトは武居邦生。契約金1億円、年俸1500万円（金額は推定）という条件で入団した。背番号は21。
同年のドラフト会議で、大学時代の先輩だった戸柱恭孝（大学卒業後にNTT西日本に所属）もDeNAから4巡目指名を受けた。

### DeNA時代
2016年は、3月29日の対読売ジャイアンツ戦（横浜スタジアム）で、先発投手として公式戦にデビュー。この試合から5試合の先発登板のうち、4試合でクオリティ・スタート (QS) を達成しながら開幕4連敗を喫した。ただし、4敗目を喫した4月29日の対阪神タイガース戦（甲子園）で、前身球団を含めたDeNAの新人投手としては公式戦最多タイ記録の14奪三振を達成した。NPBの新人投手が公式戦で14個以上の三振を奪いながら敗戦投手になった事例は、史上4例目だった。この試合までの通算防御率が2.45（セントラル・リーグ5位）だったのに対して、登板1試合当たりの得点援護率 (RS) は同リーグ規定投球回到達投手で最低の数値 (0.50) にとどまった。5月6日の対広島東洋カープ戦（MAZDA Zoom-Zoom スタジアム広島）でプロ初勝利を挙げてからは、6月12日の対オリックス・バファローズ戦（京セラドーム大阪）まで、6試合の先発登板で5連勝を記録した。前身球団を含めたDeNAの新人投手による5連勝では、横浜大洋ホエールズ時代の1982年に右腕の金沢次男が全て救援で達成して以来2人目の快挙。左腕の新人投手および、全て先発による達成は、球団史上初めてだった。「時間を取ってコンディションを整えることが最優先」という首脳陣の方針で、6月中旬から一時二軍で調整に専念したが、7月に一軍へ復帰。8月以降の先発登板では、7試合続けてQSを達成した。レギュラーシーズンの公式戦全体では、22試合の登板で8勝9敗と負け越したものの、防御率2.93という成績を記録。8勝目を挙げた9月19日の対広島戦（横浜）で、チームを史上初の2016年のセントラル・リーグクライマックスシリーズ進出に導いた。ポストシーズンでは、巨人とのCSファーストステージ第2戦（10月9日・東京ドーム）に先発すると、7回を2被安打1失点という内容で好投。ファーストステージを突破して臨んだ広島とのファイナルステージでは、1勝3敗（アドバンテージを含む）で迎えた第4戦（10月15日・マツダスタジアム）に先発。しかし、1回裏に打者11人から6安打で6失点を喫し、この回の終了後に交代した。結局、チームはこの試合に敗れたため、日本シリーズへの進出に至らなかった。
2017年は、本拠地開幕戦となった4月4日の対巨人戦に、先発投手としてシーズン初登板。同点で迎えた7回表に左脚を痛めて緊急降板した。翌日に練習へ復帰したが、続く4月12日の対阪神戦（横浜）では、プロ入り後自己ワーストの8失点でシーズン初黒星を喫した。次に先発した4月19日の対広島戦（マツダ）では、1被安打・4与四球という内容でシーズン初勝利をプロ初完投・初完封で記録。NPBの一軍公式戦に先発した投手が、初回無死に1安打を許しただけで9回完封勝利を収めた事例は、DeNAのOBである川村丈夫が横浜時代の1998年4月3日に対阪神戦（横浜）で記録して以来19年ぶりだった。8月10日の対東京ヤクルトスワローズ戦（明治神宮野球場）で前年を上回る9勝目を挙げると、次に登板した8月17日の対中日ドラゴンズ戦（横浜）で10勝目に到達した。球団の左投手による一軍公式戦でのシーズン2桁勝利は、土肥義弘が横浜時代の2005年に達成して以来13年ぶり。生え抜きの左投手に限れば、吉見祐治が横浜時代の2002年に達成して以来15年ぶりだった。レギュラーシーズン全体では、一軍公式戦でチームトップの11勝を記録。セ・リーグの最終規定投球回に到達した左投手ではトップ（右投手を含めればリーグ5位）の防御率2.98を記録するなど、先発陣の一角で安定した投球を続けると共に、チームの2年連続CS進出に貢献した。

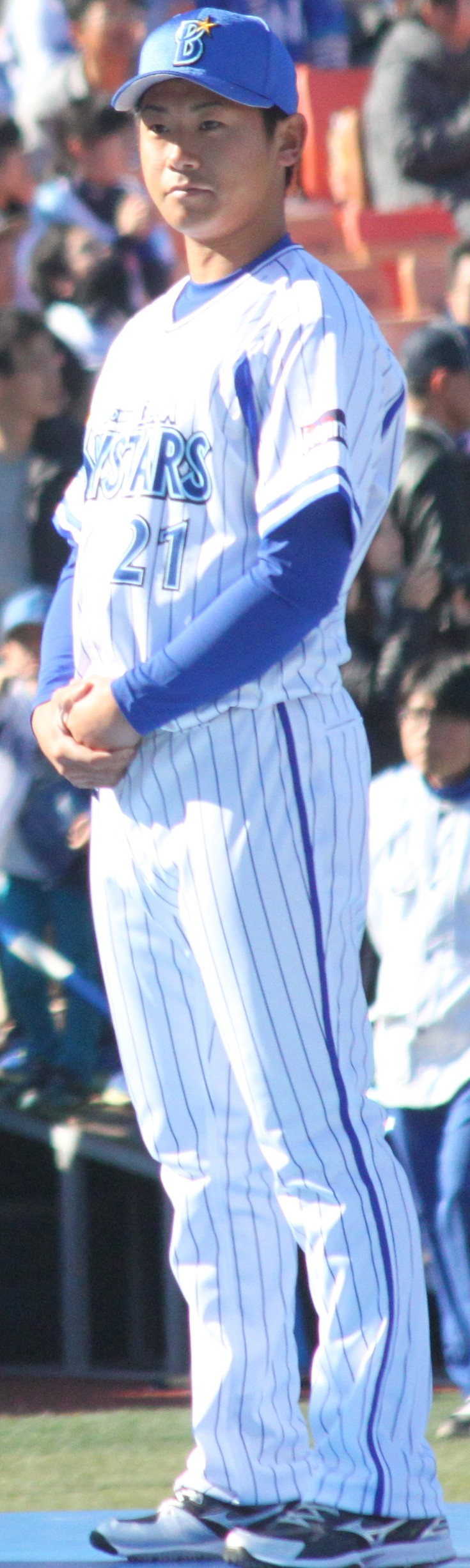
2015年11月28日、横浜スタジアムにて

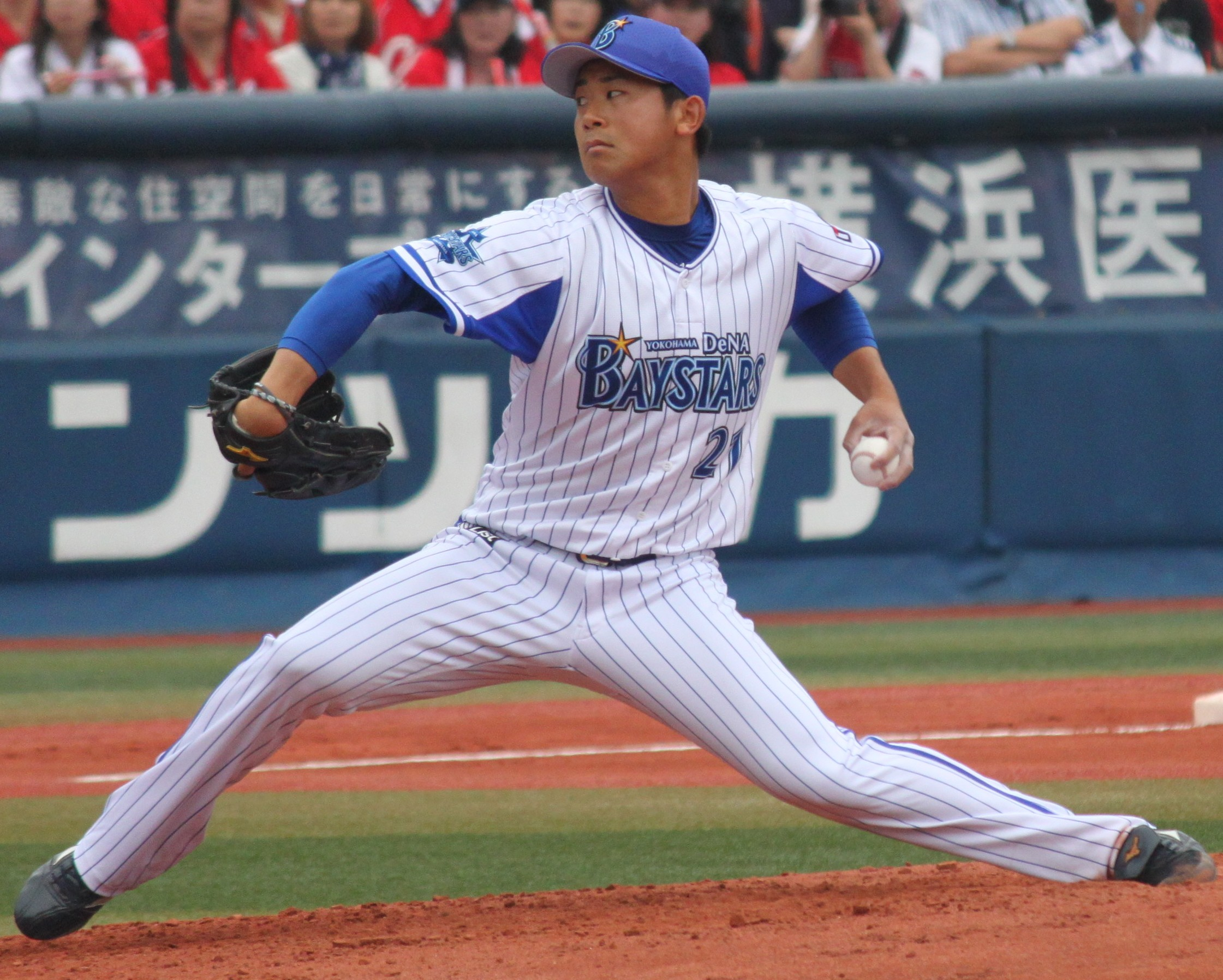
2016年5月26日、横浜スタジアムにて

ポストシーズンでは、阪神とのCSファーストステージ第2戦（10月15日・甲子園）に先発登板。試合前から雨が降り続き、グラウンドコンディションが極度に悪い状況で登板。3回を投げ3失点という結果に終わった（勝ち負けは付かず）。のちにチームがファーストステージを突破したため、広島とのファイナルステージ（マツダ）で先発登板を予定していた。しかし、登板を予定していた第4戦が平成29年台風第21号接近の影響で2日順延したことから、アレックス・ラミレス監督は登板間隔の空いた今永を中継ぎで起用することを決断。10月23日の第4戦で、1点リードの7回裏から登板。救援登板はレギュラーシーズンを含めてもプロ入り後初めてだったが、2回を無失点で凌いだ。チームのファイナルステージ突破を経て臨んだ福岡ソフトバンクホークスとの日本シリーズでは、地元の福岡ヤフオク!ドームで開催された第2戦（10月29日）と第6戦（11月4日）に先発で登板。いずれの試合でも勝敗が付かなかったものの、第2戦では合計10個、第6戦ではスタメン全員から合計11個の三振を奪った。日本シリーズ史上、1つのシリーズで2桁奪三振を2回、および2試合連続で記録した投手は2007年のダルビッシュ有以来2人目だった。チームは日本シリーズ制覇を逃した。
日本シリーズ終了後に開催された第1回アジア プロ野球チャンピオンシップの日本代表に選出された。同大会ではチャイニーズタイペイとの予選リーグ最終戦（11月16日）に先発すると、6回を無失点に抑えた。18個のアウト中12個のアウトを奪三振で記録する好投でチームの決勝進出、および優勝に貢献した。
2018年は、シーズン開幕前の3月にナゴヤドームで開催されたオーストラリア代表との強化試合の日本代表に選出された。3月3日の試合に3回表からの救援登板で、2イニングを無失点に抑えた。
シーズンでは日本代表からDeNAに復帰後から左肩に違和感を覚え、一軍公式戦へのシーズン初登板は4月24日の対広島戦（横浜）まで持ち越された。その後の先発登板試合でも本調子には程遠く、一軍と二軍を往復。一軍公式戦の先発登板16試合で3勝10敗、防御率7.10と不振を極めたため、9月中旬からは、レギュラーシーズンで初めて中継ぎ要員へ転向した。転向後の一軍公式戦では7試合の登板で1勝1敗4ホールド、防御率3.68を記録するなど若干持ち直したものの、シーズン全体ではセ・リーグ最多の11敗を喫した。シーズン終了後の11月18日に臨んだ契約交渉では、プロ入り後初めて球団から減俸を提示され、推定年俸6700万円（前年から1700万円減）という条件で契約を更改。更改後の11月中旬から12月末までは、自身の希望に沿って、オーストラリアン・ベースボールリーグのキャンベラ・キャバルリーに派遣された。オーストラリア滞在中、6試合に先発し、4勝0敗、防御率0.51で57奪三振を記録しながら、1与四球という圧倒的な成績を残した。
2019年は、シーズン開幕前の3月に開催されたメキシコとの強化試合に日本代表に選出された。3月9日の試合で2回を無失点に抑えている。
シーズンでは入団後初めてのレギュラーシーズン開幕投手として、3月30日の対中日戦（横浜）に先発。8回無失点の好投でシーズン初勝利を挙げるとともに、チームに8年ぶりの本拠地開幕戦勝利をもたらした。5試合に先発した5月は、リーグトップタイの4勝（1敗）、リーグ2位の月間防御率1.78を記録するなど好調で、セ・リーグ投手部門の月間MVPを初めて受賞した。さらに、セ・リーグの監督推薦選手としてオールスターゲームに初出場。リーグ戦の再開後は、山口俊などとの間で、最多勝利・最優秀防御率・最多奪三振のタイトルを争った。結局はタイトルと無縁であったが、チームトップ（リーグ2位）の13勝、リーグトップの3完封勝利を記録するなど、チームの2年ぶりCS進出に貢献。本拠地・横浜スタジアムで初めて開催されたCSでは、阪神とのファーストステージ3試合中2試合に救援で登板したが、ステージの突破までには至らなかった。
オフの11月に開催された第2回WBSCプレミア12の日本代表に選出された。同大会では11月14日のメキシコ戦で6回を1失点に抑えた。12月5日に前年から6900万円増となる推定1億3600万円で契約を更改。前身球団を含むDeNAの左腕投手では史上最高額となった。

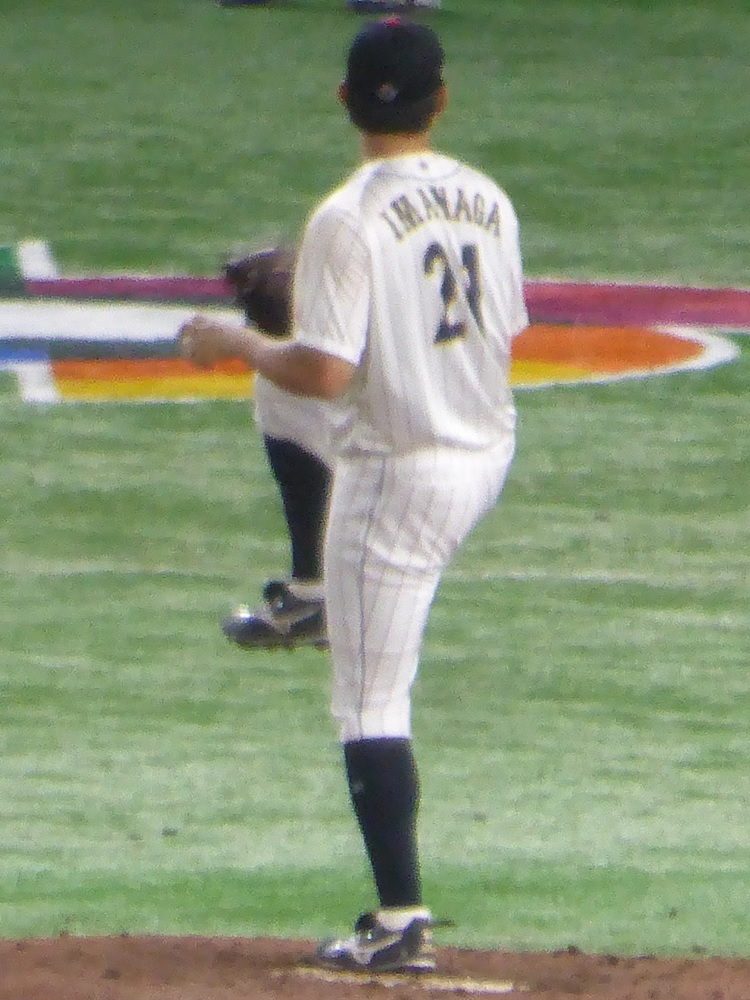
WBC日本代表 (2023年3月16日 東京ドーム)

2020年は、前年に続いて開幕投手に選ばれたが、6月19日の対広島戦（横浜）では5回2失点で敗戦投手になり、球団として遠藤一彦以来の開幕戦連勝とはならなかった。その後も先発ローテーションの一角を担うも、本来の状態には及ばず、8月16日に出場選手登録を抹消。熟考の結果、10月5日に左肩のクリーニング手術を受けた。この年は9試合の登板に終わるも、5勝3敗を記録した。オフでは「離脱するまでは若い選手を引っ張ってくれた」（三原代表）との評価を受け、3600万円減の年俸推定1億円で契約を更改した。前任の石田健大からの指名を受け、2021年から選手会長に就任することも発表された。
2021年は、キャンプから順調にリハビリを重ね、5月23日の対ヤクルト戦（神宮）で一軍復帰登板。6月13日の対北海道日本ハムファイターズ戦（札幌ドーム）で、前年8月以来309日ぶりの勝利を収めた。9月19日の対中日戦(横浜)では9回4安打6奪三振無四球1失点の好投で763日ぶりの完投勝利を飾った。最終的には19試合を投げて5勝5敗と貯金こそ作れなかったが、防御率は3.08、120 2/3回と110奪三振はともにチームトップだった。一方で被本塁打16本はリーグワースト5位と課題を残した。この年は40打席に立ち打率.270と10打席以上立ったセ・リーグの投手では最も高い打率を残した。12月22日には現状維持となる推定年俸1億円で契約更改し、「契約の話をする前に『アメリカ自体に今永自身は興味があるのか』と（三原球団代表から）投げてもらった。まさか聞かれるとは思っていなかった。『あります』と答えた。」と将来的なMLBへ願望を口にした。
2022年は、春季キャンプ中に左腕の肉離れが判明し、開幕は出遅れる。5月6日に一軍登録され広島戦（マツダ）にてシーズン初先発登板。5月17日の中日戦（バンテリン）で9回4安打13奪三振の無失点に抑え、3年ぶりの完封勝利で1勝目を飾った。6月7日の北海道日本ハムファイターズ戦（札幌ドーム）で史上85人目のノーヒットノーランを達成した。8月には、5勝0敗で防御率1.25という成績を挙げ、球団としては1999年の川村丈夫以来、左投手では1957年の権藤正利以来となる月間5勝を記録し、自身2度目となる月間MVPを受賞。8月にチームが18勝6敗で2位に浮上した躍進の一翼を担う。最終登板となった10月1日の巨人戦（横浜）で、7回を無失点に抑えて勝利を挙げ、3年ぶりに規定投球回にも到達し、11勝4敗の成績を残した。先発投手陣の柱としてチームの3年ぶりクライマックスシリーズ進出に大きく貢献。防御率、QS率はリーグ3位、WHIPはリーグトップと抜群の安定感を見せた。オフの12月8日に契約更改を行い、4000万円増の単年契約で推定年俸1億4000万円で更改し、今後も球団とMLB挑戦に向けて協議を重ねることを明かした。
2023年は、ワールド・ベースボール・クラシック（WBC）の日本代表に選出された。同大会では左のエースとしてマウンドを託され、1次ラウンドの韓国戦では2番手として登板し、3回1失点でリードを守り抜き、準々決勝のイタリア戦では1イニング2奪三振と要所を締める投球を見せた。決勝戦のアメリカ戦では先発として登板し、トレイ・ターナーにソロ本塁打こそ打たれたものの1失点に抑えて勝利投手となり、日本の優勝に貢献した。帰国後は、4月21日の広島戦（マツダ）でシーズン初登板し、8回無失点の好投で1勝目を挙げた。7月7日の巨人戦（東京ドーム）では、巨人打線から自己最多タイの7者連続を含め、自己最多で球団タイ記録の15奪三振を記録し、7回1失点で勝利投手となった。9月13日の中日ドラゴンズ戦（横浜スタジアム）で、初回一死に中日のブライト健太から空振り三振を記録し、NPB史上8番目の速さで通算1000奪三振を達成した。同年はシーズン計174奪三振を記録し、最多奪三振を受賞。プロ8年目で初めてタイトルを獲得した。シーズン終了後の11月11日、ポスティングシステムを利用するMLB挑戦が承認された。

### カブス時代
2024年1月11日、シカゴ・カブスが契約を結んだと正式に発表した。背番号は18。複雑な契約オプションだが、選手意思で最長4年の契約が保証されるため、報道上では4年総額5300万ドル（約77億円）となっており、日本選手渡米時の歴代5位となる大型契約となった。
4月1日のホーム開幕戦にメジャー初登板初先発し、6回9奪三振無四球無失点の好投でメジャー初勝利を挙げた。4月は4勝0敗、防御率0.98を記録し、4月のルーキー・オブ・ザ・マンスに選出された。ルーキーながら7月16日のMLBオールスターゲームに選出され、4回裏に1イニング登板しア・リーグ打線を三者凡退に封じた。なお、日本人の新人投手がオールスターゲームで登板したのは、1995年の野茂英雄以来であった。9月1日のワシントン・ナショナルズ戦で148奪三振目を記録し、2002年のマーク・プライアーによる同147個の球団新人記録を更新した。9月5日のピッツバーグ・パイレーツ戦では、7回を被安打ゼロ奪三振7に抑え、中継ぎのピアソン、ホッジと共に継投でノーヒットノーランを達成した。9月22日のナショナルズ戦では、7回を無失点で抑えて勝利投手になり、日本人左腕初の15勝目となった。11月15日、オールMLBチームのセカンドチーム（先発投手）に選出された。なお、MLB1年目の投手の選出は、同年ファーストチームに選出されたポール・スキーンズ（パイレーツ）と共に史上初である。
2025年はMLBで自身初の開幕投手に抜擢され、ロサンゼルス・ドジャースの山本由伸との史上初の日本人開幕投手対決が実現した。3月18日に東京ドームで行われた開幕戦では、今永は4回無安打無失点で降板した。

## 選手としての特徴
| 球種           | 配分 % | 平均球速 km/h |
| -------------- | ------ | ------------- |
| ストレート     | 52.4   | 147.7         |
| チェンジアップ | 15.6   | 133.3         |
| スライダー     | 14.9   | 131.2         |
| カーブ         | 7.8    | 115.7         |
| ツーシーム     | 5.1    | 147.4         |
| カットボール   | 4.1    | 139.8         |

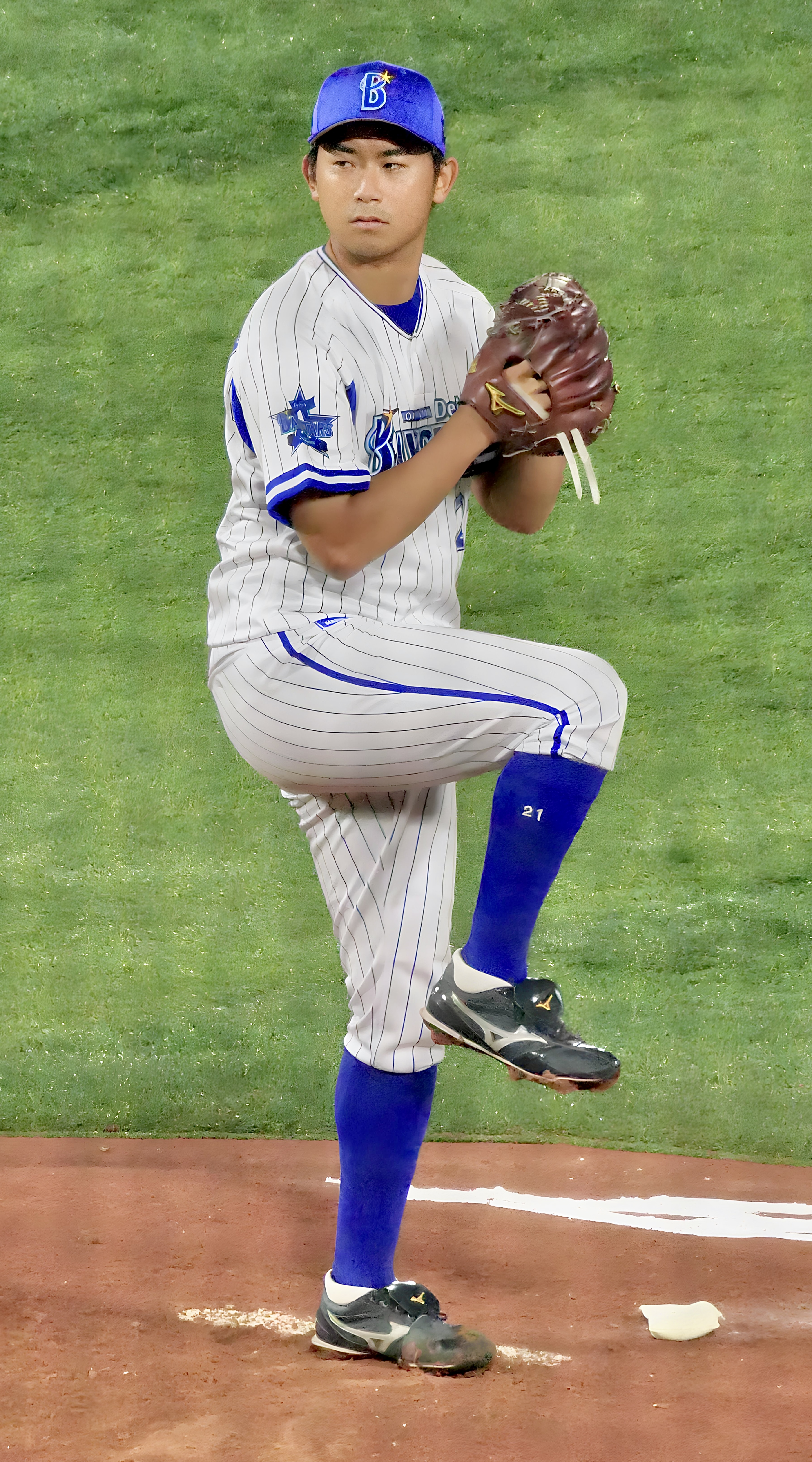
2022年8月30日、横浜スタジアムにて。2021年よりソックスを見せるオールドスタイルに変更している。

スリークォーターから伸びのあるストレート、スライダー、チェンジアップ、カーブを投げ分ける。ストレートの平均回転数は2,400rpm台を計測し、MLBの平均値（2,200rpm台）より上だった。リリーフ時には自己最速154km/h・最高回転数2,678rpmを記録した。2019年からは、後輩の東克樹から伝授された130km/h台前半で変化するチェンジアップ（スプリットチェンジ）や、140km/h前後で変化する高速スライダーを軸にした投球スタイルにしている。チェンジアップは同じ握りから140km/h前後の高速チェンジアップも投げ分ける。
DeNAに1位指名された際には投球スタイルが杉内俊哉に似ていると紹介された。ストレートは高校2年生の秋から、肩甲骨の柔軟な動きを意識したトレーニングの成果によって球速が短期間で大きく向上し、3年生の時には常時140km/h台を計測するようになった。
連投が相次いだ大学時代は、体調が万全な時に奪三振の山を築く一方で、スタミナが切れた時に集中打を打たれる傾向が頻繁に見られた。DeNAへ入団1年目（2016年）に監督へ就任したラミレスは、今永を先発に立てた同年の公式戦で投球数が85 - 100球前後へ達するまでに今永を交代させる方針を取った。「若い投手は（1試合あたりの投球数を）ある程度制限することが将来につながる」との持論によるもので、6月上旬から今永が不調に転じると、休養やコンディション調整を目的に二軍への降格を即断。今永も1か月余りにわたっての二軍調整を経て一軍へ復帰すると、レギュラーシーズンの終盤まで先発で好投を続けた。以上の方針について、チームのクライマックスシリーズ進出決定後には「二軍で過ごした経験がなければ、今、元気に一軍で投げられているとは到底思えない。『ラミレス監督には本当に大事に起用していただいたな』と思っています」との言葉でラミレスに感謝の意を示している。
投手ながら打撃も良く2023年シーズン終了時点で通算打率は276打数51安打で打率.185を記録しており、特に2021年シーズンは37打数10安打で打率.270を記録した。

## 人物

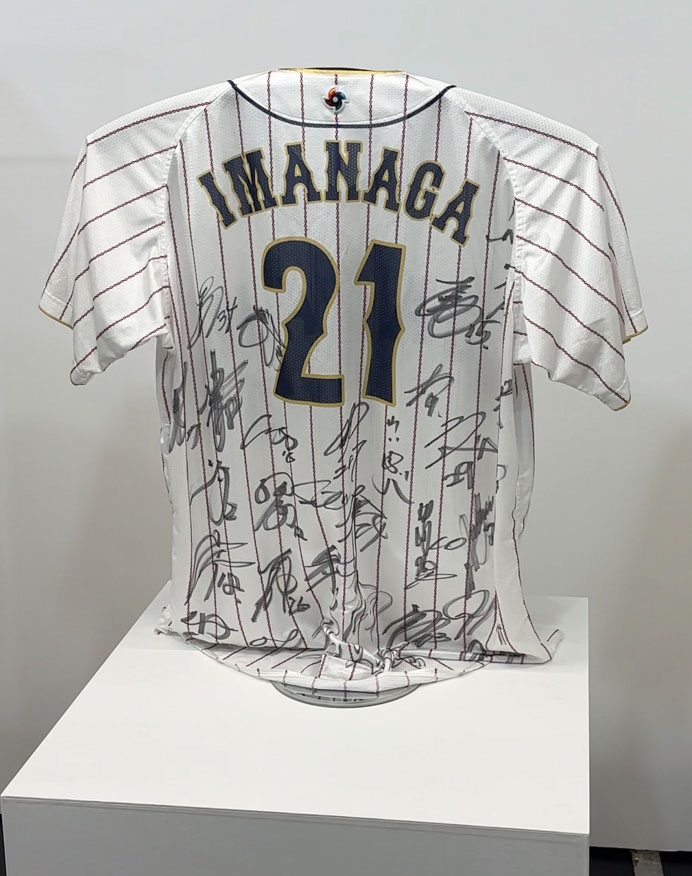
2023 ワールド・ベースボール・クラシック 監督選手のサイン入りの今永のユニフォーム

取材やヒーローインタビューの際の特徴的な言い回しにより、「投げる哲学者」の異名が付けられ、ファンやマスコミの間で定着している。
使用しているグラブには北筑高校野球部の当時の井上勝也監督の言葉である「逆境こそ覚醒のとき」と入れており、その言葉をずっと大切にしている。
グラブをはじめ野球道具はミズノ製品を使用し、2017年よりブランドアンバサダー契約を結んでいる。
プロ野球の応援歌が好きで日頃から車の中で他球団の応援歌を聴いており、試合登板中にピンチになるとマウンド上で自ら対戦チームのチャンステーマを口ずさみ、自己暗示をかけることもある。
両親ともに中学校の教師で、5歳上の兄も小学校教師をしている。三人兄姉の次男で4歳上に姉がいる。父は2022年6月に他界している。
2023年10月27日に自身初の著書「今永昇太のピッチングバイブル」が発売された。
地元で親しんでいた資さんうどんのファンであることを公言しており、2025年3月13日に神田明神で開催されたシカゴ・カブスの必勝祈願の際に自ら依頼して同社のキッチンカーを呼び、チームメイトに振る舞った。その後同月26日から1年間、同社の公式アンバサダーとなることが発表された。

## 詳細情報

### 年度別投手成績
| 年 度    | 球 団    | 登 板 | 先 発 | 完 投 | 完 封 | 無 四 球 | 勝 利 | 敗 戦 | セ 丨 ブ | ホ 丨 ル ド | 勝 率 | 打 者 | 投 球 回 | 被 安 打 | 被 本 塁 打 | 与 四 球 | 敬 遠 | 与 死 球 | 奪 三 振 | 暴 投 | ボ 丨 ク | 失 点 | 自 責 点 | 防 御 率 | W H I P |
| -------- | -------- | ----- | ----- | ----- | ----- | -------- | ----- | ----- | -------- | ----------- | ----- | ----- | -------- | -------- | ----------- | -------- | ----- | -------- | -------- | ----- | -------- | ----- | -------- | -------- | ------- |
| 2016     | DeNA     | 22    | 22    | 0     | 0     | 0        | 8     | 9     | 0        | 0           | .471  | 541   | 135.1    | 108      | 16          | 38       | 1     | 2        | 136      | 1     | 0        | 47    | 44       | 2.93     | 1.08    |
| 2017     | DeNA     | 24    | 24    | 3     | 2     | 0        | 11    | 7     | 0        | 0           | .611  | 600   | 148.0    | 115      | 13          | 52       | 2     | 5        | 140      | 3     | 0        | 49    | 49       | 2.98     | 1.13    |
| 2018     | DeNA     | 23    | 16    | 1     | 0     | 0        | 4     | 11    | 0        | 4           | .267  | 402   | 84.2     | 108      | 18          | 38       | 6     | 4        | 80       | 6     | 0        | 77    | 64       | 6.80     | 1.72    |
| 2019     | DeNA     | 25    | 25    | 3     | 3     | 0        | 13    | 7     | 0        | 0           | .650  | 684   | 170.0    | 128      | 18          | 56       | 8     | 4        | 186      | 2     | 0        | 59    | 55       | 2.91     | 1.08    |
| 2020     | DeNA     | 9     | 9     | 0     | 0     | 0        | 5     | 3     | 0        | 0           | .625  | 224   | 53.0     | 47       | 2           | 17       | 1     | 1        | 63       | 2     | 0        | 24    | 19       | 3.23     | 1.21    |
| 2021     | DeNA     | 19    | 19    | 1     | 0     | 1        | 5     | 5     | 0        | 0           | .500  | 476   | 120.0    | 97       | 16          | 26       | 3     | 4        | 110      | 0     | 0        | 43    | 41       | 3.08     | 1.03    |
| 2022     | DeNA     | 21    | 21    | 3     | 2     | 1        | 11    | 4     | 0        | 0           | .733  | 560   | 143.2    | 106      | 14          | 29       | 1     | 3        | 132      | 3     | 0        | 37    | 36       | 2.26     | 0.94    |
| 2023     | DeNA     | 22    | 22    | 2     | 0     | 0        | 7     | 4     | 0        | 0           | .636  | 596   | 148.0    | 132      | 17          | 24       | 4     | 4        | 174      | 2     | 0        | 46    | 46       | 2.80     | 1.05    |
| 2024     | CHC      | 29    | 29    | 0     | 0     | 0        | 15    | 3     | 0        | 0           | .833  | 694   | 173.1    | 149      | 27          | 28       | 0     | 3        | 174      | 3     | 0        | 66    | 56       | 2.91     | 1.02    |
| NPB：8年 | NPB：8年 | 165   | 158   | 13    | 7     | 2        | 64    | 50    | 0        | 4           | .561  | 4083  | 1002.2   | 841      | 114         | 280      | 26    | 27       | 1021     | 19    | 0        | 382   | 354      | 3.18     | 1.12    |
| MLB：1年 | MLB：1年 | 29    | 29    | 0     | 0     | 0        | 15    | 3     | 0        | 0           | .833  | 694   | 173.1    | 149      | 27          | 28       | 0     | 3        | 174      | 3     | 0        | 66    | 56       | 2.91     | 1.02    |

- 2024年度シーズン終了時
- 各年度の太字はリーグ最高

### 年度別投手（先発）成績所属リーグ内順位
| 年 度 | 年 齢 | リ ｜ グ   | 完 投 | 完 封 | 勝 利 | 勝 率 | 投 球 回 | 奪 三 振 | 防 御 率 |
| ----- | ----- | ---------- | ----- | ----- | ----- | ----- | -------- | -------- | -------- |
| 2016  | 23    | セ・リーグ | -     | -     | -     | -     | -        | -        | -        |
| 2017  | 24    | セ・リーグ | -     | -     | -     | -     | -        | -        | -        |
| 2018  | 25    | セ・リーグ | -     | -     | -     | -     | -        | -        | -        |
| 2019  | 26    | セ・リーグ | -     | 1位   | -     | -     | -        | -        | -        |
| 2020  | 27    | セ・リーグ | -     | -     | -     | -     | -        | -        | -        |
| 2021  | 28    | セ・リーグ | -     | -     | -     | -     | -        | -        | -        |
| 2022  | 29    | セ・リーグ | 4位   | 1位   | 3位   | 2位   | -        | 5位      | 3位      |
| 2023  | 30    | セ・リーグ | 7位   | -     | -     | -     | 8位      | 1位      | -        |
| 2024  | 31    | ナ・リーグ | -     | -     | 3位   | -     | -        | -        | 3位      |

- - は10位未満（防御率、勝率の規定投球回未達も-と表記）
- 太字年度は規定投球回到達年度

### WBSCプレミア12での投手成績
| 年 度 | 代 表 | 登 板 | 先 発 | 勝 利 | 敗 戦 | セ ｜ ブ | 打 者 | 投 球 回 | 被 安 打 | 被 本 塁 打 | 与 四 球 | 敬 遠 | 与 死 球 | 奪 三 振 | 暴 投 | ボ ｜ ク | 失 点 | 自 責 点 | 防 御 率 |
| ----- | ----- | ----- | ----- | ----- | ----- | -------- | ----- | -------- | -------- | ----------- | -------- | ----- | -------- | -------- | ----- | -------- | ----- | -------- | -------- |
| 2019  | 日本  | 2     | 2     | 1     | 0     | 0        | 33    | 9.0      | 5        | 1           | 1        | 0     | 0        | 12       | 0     | 0        | 1     | 1        | 1.00     |

### WBCでの投手成績
| 年 度 | 代 表 | 登 板 | 先 発 | 勝 利 | 敗 戦 | セ ｜ ブ | 打 者 | 投 球 回 | 被 安 打 | 被 本 塁 打 | 与 四 球 | 敬 遠 | 与 死 球 | 奪 三 振 | 暴 投 | ボ ｜ ク | 失 点 | 自 責 点 | 防 御 率 |
| ----- | ----- | ----- | ----- | ----- | ----- | -------- | ----- | -------- | -------- | ----------- | -------- | ----- | -------- | -------- | ----- | -------- | ----- | -------- | -------- |
| 2023  | 日本  | 3     | 1     | 1     | 0     | 0        | 25    | 6.0      | 7        | 2           | 0        | 0     | 0        | 7        | 0     | 0        | 2     | 2        | 3.00     |

### 年度別守備成績
| 年 度 | 球 団 | 投手  | 投手  | 投手  | 投手  | 投手  | 投手     |
| 年 度 | 球 団 | 試 合 | 刺 殺 | 補 殺 | 失 策 | 併 殺 | 守 備 率 |
| ----- | ----- | ----- | ----- | ----- | ----- | ----- | -------- |
| 2016  | DeNA  | 22    | 5     | 17    | 1     | 1     | .957     |
| 2017  | DeNA  | 24    | 12    | 31    | 1     | 3     | .977     |
| 2018  | DeNA  | 23    | 4     | 20    | 1     | 1     | .960     |
| 2019  | DeNA  | 25    | 10    | 25    | 1     | 0     | .972     |
| 2020  | DeNA  | 9     | 5     | 9     | 2     | 1     | .875     |
| 2021  | DeNA  | 19    | 5     | 17    | 1     | 0     | .957     |
| 2022  | DeNA  | 21    | 11    | 21    | 0     | 0     | 1.000    |
| 2023  | DeNA  | 22    | 9     | 21    | 0     | 2     | 1.000    |
| 2024  | CHC   | 29    | 4     | 14    | 0     | 1     | 1.000    |
| NPB   | NPB   | 165   | 61    | 161   | 7     | 8     | .969     |
| MLB   | MLB   | 29    | 4     | 14    | 0     | 1     | 1.000    |

- 2024年度シーズン終了時
- 各年度の太字はリーグ最高

### タイトル
- 最多奪三振：1回（2023年）

### 表彰
NPB
- 月間MVP：2回（投手部門：2019年5月[117]、2022年8月[118]）

MLB
- ルーキー・オブ・ザ・マンス：1回（2024年4月[90]）
- オールMLBチーム ※日本人4人目
  - セカンドチーム（先発投手）：1回（2024年）

### 記録

#### NPB
初記録
投手記録
- 初登板・初先発登板：2016年3月29日、対読売ジャイアンツ1回戦（横浜スタジアム）、7回5安打3本塁打4失点（自責点3）で敗戦投手[119]
- 初奪三振：同上、1回表に長野久義から空振り三振
- 初勝利・初先発勝利：2016年5月6日、対広島東洋カープ6回戦（MAZDA Zoom-Zoom スタジアム広島）、7回無失点9奪三振[120]
- 初完投勝利・初完封勝利：2017年4月19日、対広島東洋カープ2回戦（MAZDA Zoom-Zoom スタジアム広島）、9回1安打無失点7奪三振[31]
- 初ホールド：2018年9月22日、対中日ドラゴンズ25回戦（横浜スタジアム）、7回表に2番手で救援登板、1回無失点

打撃記録
- 初打席・初安打：2016年3月29日、対読売ジャイアンツ1回戦（横浜スタジアム）、3回裏にアーロン・ポレダから三塁内野安打
- 初打点：2016年5月6日、対広島東洋カープ6回戦（MAZDA Zoom-Zoom スタジアム広島）、2回表に横山弘樹投手からスクイズバント

節目の記録
- 1000奪三振：2023年9月13日、対中日ドラゴンズ22回戦（横浜スタジアム）、1回表にブライト健太から空振り三振 ※史上156人目
- 1000投球回：2023年9月30日、対東京ヤクルトスワローズ25回戦（明治神宮野球場）、4回裏に長岡秀樹を投併殺打 ※史上367人目[121]
- 通算50勝利：2022年7月1日、対東京ヤクルトスワローズ10回戦（明治神宮野球場）[122]

その他の記録
- ノーヒットノーラン：2022年6月7日、対北海道日本ハムファイターズ1回戦（札幌ドーム）、9回117球9奪三振1四球無失点 ※史上85人目96度目、球団史上52年ぶり4人目[123][124]、許した走者が1人のみだった（準完全試合）のは史上17人目18度目[125]
- 日本シリーズ21奪三振：2017年 ※6試合シリーズとしては山口高志（1975年）と並ぶ最多タイ記録
- 日本シリーズで2桁奪三振：2回（2017年第2戦、第6戦） ※ダルビッシュ有と並ぶ最多タイ記録[36]
- オールスターゲーム出場：2回（2019年、2023年）

#### MLB
初記録
- 初登板・初先発登板・初勝利・初先発勝利：2024年4月1日、対コロラド・ロッキーズ1回戦（リグレー・フィールド）、6回2安打無失点
- 初奪三振：同上、1回表にブレンダン・ロジャースから空振り三振

その他の記録
- MLBオールスターゲーム出場：1回（2024年）

### 背番号
- 21（2016年 - 2023年）
- 18（2024年 - ）

### 登場曲
- 「PLAY THE GAME」ロードオブメジャー（2016年前半）
- 「DADDY（英語版）」PSY（2016年後半）
- 「Juicy Wiggle」Redfoo（2017年前半）
- 「Uptown Funk ft. Bruno Mars」Mark Ronson（2017年前半）
- 「HandClap」Fitz and the Tantrums（2017年後半）
- 「We Will Rock You」Queen（2018年）
- 「On Fire」AK-69, 般若 & 青山テルマ（2019年 - ）

### 代表歴
- 2017 アジア プロ野球チャンピオンシップ 日本代表
- 2019 WBSCプレミア12 日本代表
- 2023 ワールド・ベースボール・クラシック日本代表

## 関連情報

### 著書
- 今永昇太のピッチングバイブル（2023年10月27日、ベースボール・マガジン社、ISBN 978-4583116358）